# Edge (rivista)
Edge è una rivista a tema videoludico di tipo multi-formato che viene pubblicata nel Regno Unito dal 1993. La rivista si è distinta nel corso degli anni sia per lo stile di scrittura in terza persona che tende a creare un certo distacco con il lettore, sia per la recensioni spesso in contrasto con quelle delle altre riviste.

## Storia
La rivista venne lanciata nell'agosto 1993 da Steve Jarratt, giornalista videoludico di lungo corso che in precedenza aveva già lavorato -quando non addirittura avviato- altre riviste di settore piuttosto rinomate come Zzap!64 e Amiga Format. La pubblicazione ha superato attualmente i 200 numeri; per festeggiare questo evento la redazione ha messo in vendita la rivista con 200 copertine diverse.
La rivista, nata nel Regno Unito, ottenne quasi subito visibilità negli Stati Uniti grazie all'epoca neonata rivista Next Generation che ne ospitava una parte dei contenuti. Successivamente -nell'arco dell'ultimo decennio- la rivista ha trovato terreno più o meno fertile nel resto d'Europa, grazie alla vendita delle licenze a vari gruppi editoriali per la pubblicazione di parte dei contenuti, quasi sempre integrati poi con articoli realizzate dalle rispettive redazioni locali. In Francia parte dei contenuti di Edge sono presenti all'interno di un altro magazine videoludico piuttosto noto a livello internazionale, che è Joypad.

### Edgein Italia
Il mensile Edge è approdato anche in Italia con la stessa formula con cui è apparsa da altre parti, ovvero con contenuti tradotti integrati da scritti delle redazioni locali. Un primo tentativo venne fatto dalla divisione italiana del gruppo Future: la rivista in questione si chiamava Videogiochi, aveva a capo Andrea Minini Saldini (già a capo delle altre riviste Future tra cui Giochi per il mio computer) e durò 25 numeri; la rivista, che già soffriva di scarse vendite, subì il colpo di grazia con la cessione da parte di Future della sua divisione italiana alla Sprea Editori.
Il progetto, però, non venne abbandonato e la Sprea Editori riavviò la rivista con il nuovo nome di Game Pro, mantenendo la medesima formula e affidando il progetto editoriale ad una nuova redazione con a capo Marco Accordi Rickards. Anche in questo caso la rivista non decollò e dopo 27 numeri la rivista chiuse i battenti.

## Caratteristiche
La rivista ospita da tempo alcune rubriche fisse che sono state parte integrante anche delle edizioni italiane: nella sezione "The Making Of.." vengono approfonditi i retroscena dello sviluppo di alcuni dei titoli più importanti nella storia dei videogiochi mentre in "Time Extended" viene sviscerato di volta in volta un singolo gioco andando a coglierne le caratteristiche che lo hanno reso noto e andando a esaminare l'impatto culturale che esso ha avuto sia sugli altri giochi sia sulla cultura "di massa".
Un'altra presenza fissa sono le columns, ovvero spazi dove esperti del settore possono riportare osservazioni acute a tutto tondo a tema videoludico; queste colonne hanno visto alternarsi nel corso del tempo nomi importanti del settore come Jeff Minter, Randy Smith, Steven Poole (che ha anche raccolto i suoi interventi su Edge in uno spazio del suo blog) o il nostro opinionista e scrittore italiano Matteo Bittanti.

## Valutazione dei giochi
Il metodo con cui viene scritta Edge fa sì che la lettura della recensione sia molto più importante rispetto a quanto mediamente avviene con le altre riviste e per questo spesso non basta leggere semplicemente il voto numerico a fondo pagina -che comunque è presente-; la redazione esprime comunque votazioni numeriche in decimi per soli numeri interi (cioè senza i mezzi voti).
La legenda dei voti è stata scritta "1=uno, 2=due, [..] 10=dieci" come forma di provocazione sarcastica verso il pubblico che legge con troppo accanimento i voti numerici. Ci sono voluti tre anni prima che la rivista assegnasse il suo primo 10 e, da allora, ne sono stati assegnati solamente 20 in tutto. I giochi che hanno totalizzato il cosiddetto "perfect score" sono i seguenti:
- Super Mario 64 (Nintendo 64) - E35 (1996)
- Gran Turismo (PlayStation) - E55 (1997)
- The Legend of Zelda: Ocarina of Time (Nintendo 64) - E66 (1998)
- Halo: Combat Evolved (Xbox) - E105 (2001)
- Half-Life 2 (Windows, PC) - E143 (2004)
- Halo 3 (Xbox 360) - E181 (2007)
- The Orange Box (Windows PC, PlayStation 3, Xbox 360) - E182 (2007)
- Super Mario Galaxy (Wii) - E183 (2007)
- Grand Theft Auto IV (PlayStation 3, Xbox 360) - E189 (2008)
- LittleBigPlanet (PlayStation 3) - E195 (2008)
- Bayonetta (PlayStation 3, Xbox 360) - E209 (2009)
- Super Mario Galaxy 2 (Wii) - E215 (2010)
- Rock Band 3 (PlayStation 3, Xbox 360) - E222 (2010)
- The Legend of Zelda: Skyward Sword (Wii) - E234 (2011)
- The Last of Us (PlayStation 3) - E254 (2013)
- Grand Theft Auto V (PlayStation 3) - E257 (2013)
- Bayonetta 2 (Wii U) - E272 (2014)[4]
- Bloodborne (PlayStation 4) - E279 (2015)[5]
- The Legend of Zelda: Breath of the Wild (Wii U/Nintendo Switch) - E304 (2017) [6]
- Dreams (Playstation 4) - E344 (2020)

Il risultato opposto, ovvero la valutazione di 1/10 l'ha ottenuta invece solamente un gioco; trattasi di Kabuki Warriors (Xbox, 2001).

### Riconoscimenti a posteriori
Nel dicembre 2002, in uno speciale dedicato al retrogaming, la redazione di Edge ha assegnato la valutazione di 10/10 a due titoli usciti prima della nascita della rivista; trattasi di:
- Elite (1984)
- Exile (1988)

In una delle retrospettive "regolari" della rivista è stato assegnato un 10/10 anche a Super Mario Bros.